# Eric Lively
Eric Lively, pseudonimo di Eric Lawrence Brown (Atlanta, 31 luglio 1981), è un attore statunitense.

## Biografia
Nato ad Atlanta, Georgia, proviene da una famiglia che lavora nel mondo dello spettacolo: figlio dell'attore Ernie Lively e di Elaine Lively. Ha una sorella, l'attrice Blake Lively. Ha anche tre fratellastri nati dal primo matrimonio della madre con Ronald Otis "Ronnie" Lively: due sorellastre, Lori e Robyn, ed un fratellastro, Jason. 
Debutta nel cinema a soli due anni, con un piccolo ruolo nel film Brainstorm - Generazione elettronica. A tredici anni appare in un episodio de Gli amici di papà. Poco più che quindicenne, terminati gli studi alla high school, si trasferisce a New York per studiare la sua prima passione, la fotografia, frequenta la Parsons The New School for Design, allo stesso tempo inizia a lavorare come modello per la Ford Models, comparendo in campagne pubblicitarie per Abercrombie & Fitch, Levi's e Tommy Hilfiger.
Si trasferisce a Los Angeles, dove nel 1999 ottiene un piccolo ruolo in American Pie, tra il 2000 e il 2001 acquista popolarità grazie al ruolo di Carey Bell nella serie televisiva della Disney So Weird - Storie incredibili. Negli anni seguenti si divide tra televisione, partecipando a varie serie televisive tra cui The L Word, e cinema, recitando in film come Speak - Le parole non dette, The Breed - La razza del male, Live! - Ascolti record al primo colpo, The Butterfly Effect 2 e Sex & Breakfast.
Nel 2008 prende parte al film televisivo 24: Redemption, prequel della serie televisiva 24, realizzato in concomitanza con l'uscita della settima stagione della serie. Nel 2009 è il protagonista maschile del videoclip per il brano Please Don't Leave Me di Pink (cantante), in cui viene tenuto prigioniero e torturato dalla cantante.

## Filmografia

### Cinema
- American Pie, regia di Paul Weitz (1999)
- Speak - Le parole non dette (Speak), regia di Jessica Sharzer (2004)
- The Breed - La razza del male (The Breed), regia di Nicholas Mastandrea (2006)
- The Butterfly Effect 2, regia di John R. Leonetti (2006)
- Live! - Ascolti record al primo colpo (Live!), regia di Bill Guttentag (2007)
- Sex & Breakfast, regia di Miles Brandman (2007)
- Deep Winter, regia di Mikey Hilb (2008)

### Televisione
- Gli amici di papà (Full House) - serie TV, episodio 7x14 (1994)
- Il lungo cammino dopo la notte (A Mother's Fight for Justice), regia di Thomas Rickman (2001) - film TV
- La rivolta (Uprising), regia di Jon Avnet (2001) - film TV
- So Weird - Storie incredibili (So Weird) - serie TV, 48 episodi (1999-2001)
- Paranormal Girl, regia di Andrew Fleming (2002) - film TV
- The Pact, regia di Peter Werner (2002) - film TV
- Stan Hooper (A Minute with Stan Hooper) - serie TV, 13 episodi (2003-2004)
- The L Word - serie TV, 10 episodi (2005)
- Modern Men - serie TV, 7 episodi (2006)
- The Nine - serie TV, episodio 1x11 (2007)
- 24: Redemption, regia di Jon Cassar (2008) - film TV
- Covert Affairs - serie TV, episodio 1x01 (2010)

## Doppiatori italiani
Nelle versioni in italiano delle opere in cui ha recitato, Eric Lively è stato doppiato da:
- Roberto Gammino in The L Word, The Breed - La razza del male
- Stefano Onofri in American Pie
- Marco Vivio ne Il lungo cammino dopo la notte
- Francesco Pezzulli in So Weird - Storie incredibili
- George Castiglia in Stan Hooper
- Simone D'Andrea in Live! - Ascolti record al primo colpo
- Riccardo Niseem Onorato in 24: Redemption